# Ці любовні муки
«Ці любовні муки» (Those Love Pangs) — короткометражний комедійний фільм 1914 року за участі Чарлі Чапліна.

## Сюжет
Чарлі намагається позалицятися за дівчатами (спочатку — господинею дому, а потім в парку), проте щоразу йому заважають його конкуренти. Зрештою йому вдається обдурити суперників і відвести дівчат кінотеатру, проте помста наздоганяє його. Справа закінчується загальної бійкою.

## У ролях
- Чарльз Чаплін — серцеїд
- Честер Конклін — суперник
- Сесіль Арнольд — блондинка
- Вівіан Едвардс — брюнетка
- Пеггі Пейдж — міська жінка
- Чарлі Чейз — патрон кінофільму
- Марвін Фейлен — глядач
- Едвін Фрейзі — поліцейський
- Біллі Гілберт — патрон кінофільму
- Вільям Хаубер — патрон кінофільму